# Liste der Biografien/Stoe
Liste der Biografien |
Portal Biografien |
Personensuche
# |
A |
B |
C |
D |
E |
F |
G |
H |
I |
J |
K |
L |
M |
N |
O |
P |
Q |
R |
S |
T |
U |
V |
W |
X |
Y |
Z |
?
 
Sa |
Sb |
Sc |
Sd |
Se |
Sf |
Sg |
Sh |
Si |
Sj |
Sk |
Sl |
Sm |
Sn |
So |
Sp |
Sq |
Sr |
Ss |
St |
Su |
Sv |
Sw |
Sy |
Sz
 
Sta |
Ste |
Sth |
Sti |
Stj |
Stl |
Sto |
Str |
Sts |
Stt |
Stu |
Stv |
Stw |
Sty
 
Stoa |
Stob |
Stoc |
Stod |
Stoe |
Stof |
Stog |
Stoh |
Stoi |
Stoj |
Stok |
Stol |
Stom |
Ston |
Stoo |
Stop |
Stoq |
Stor |
Stos |
Stot |
Stou |
Stov |
Stow |
Stox |
Stoy |
Stoz
Die Liste der Biografien führt alle Personen auf, die in der deutschsprachigen Wikipedia einen Artikel haben. Dieses ist eine Teilliste mit 96 Einträgen von Personen, deren Namen mit den Buchstaben „Stoe“ beginnt.

## Stoe

### Stoeb
- Stoebe, Fritz (1923–2007), deutscher Unternehmensberater und Autor
- Stoebe, Hans Joachim (1909–2002), deutscher evangelischer Geistlicher und Hochschullehrer
- Stoeber, Adolphe (1810–1892), elsässischer evangelischer Pfarrer und deutschsprachiger Autor
- Stoeber, Ehrenfried (1779–1835), Rechtsanwalt und Poet
- Stoeber, Elisabeth (1909–2007), deutsche Ärztin
- Stoeber, Michael (* 1943), deutscher Kunstkritiker und Autor

### Stoec
- Stoeck, Martin (1964–2021), deutscher Schlagzeuger
- Stoeckel, Hayden (* 1984), australischer Rückenschwimmer
- Stoeckel, Horst (1930–2022), deutscher Anästhesist
- Stoeckel, Johann († 1667), kurbrandenburgischer Postmeister und Resident in Danzig
- Stoeckel, Julian F. M. (* 1987), deutscher It-Boy und TV-DarstellerJulian F. M. Stoeckel (* 1987)

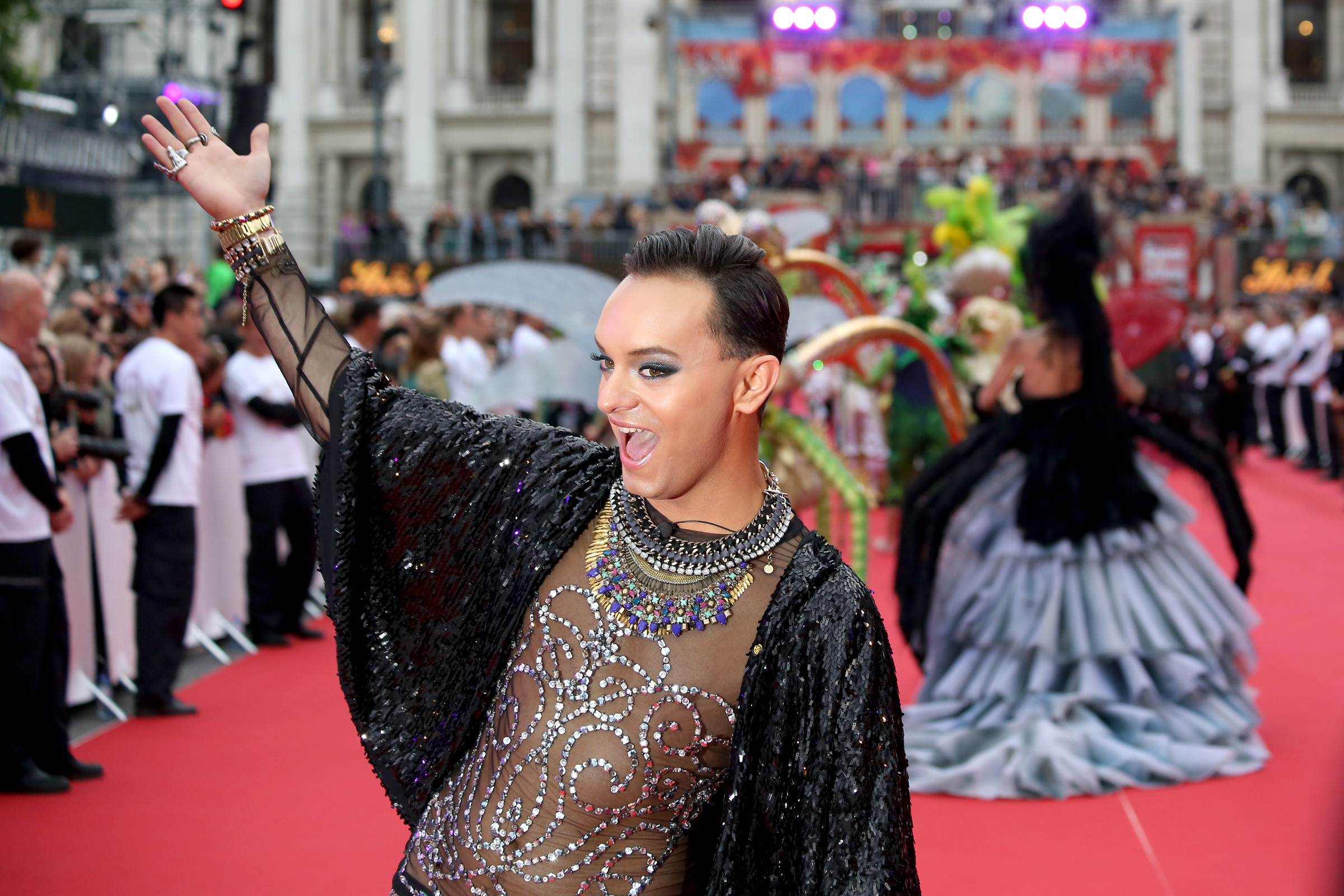
Julian F. M. Stoeckel (* 1987)

- Stoeckel, Otto (1873–1958), deutscher Schauspieler
- Stoeckel, Walter (1871–1961), deutscher Gynäkologe und Hochschullehrer
- Stoeckenius, Walther (1921–2013), deutsch-amerikanischer Mediziner, Zellbiologe und Biophysiker
- Stoecker, Adolf (1835–1909), deutscher evangelischer Hofgeistlicher und Politiker
- Stoecker, Folkmar (* 1943), deutscher Diplomat
- Stoecker, Heinrich (1804–1848), deutscher Jurist, Hofgerichtsrat und Politiker
- Stoecker, Heinz Dietrich (1915–1998), deutscher Botschafter
- Stoecker, Helmuth (1920–1994), deutscher marxistischer Historiker
- Stoecker, Johann Henrich (1745–1822), deutscher Gutsbesitzer, Richter und Politiker
- Stoecker, Ralf (* 1956), deutscher Philosoph und Professor für Praktische Philosophie an der Universität Bielefeld
- Stoecker, Sally W. (* 1954), amerikanische Hochschullehrerin
- Stoecker, Tabitha (* 2000), britische Skeletonfahrerin
- Stoecker, Walter (1891–1939), deutscher Politiker (SPD, USPD, KPD), MdR
- Stoeckert, Georg (1843–1894), deutscher Pädagoge und Autor
- Stoecking, Oliver (* 1967), deutscher Fußballspieler
- Stoeckinger, Mark P. (* 1959), US-amerikanischer Tontechniker
- Stoeckl, Eduard von († 1892), russischer DiplomatEduard von Stoeckl († 1892)

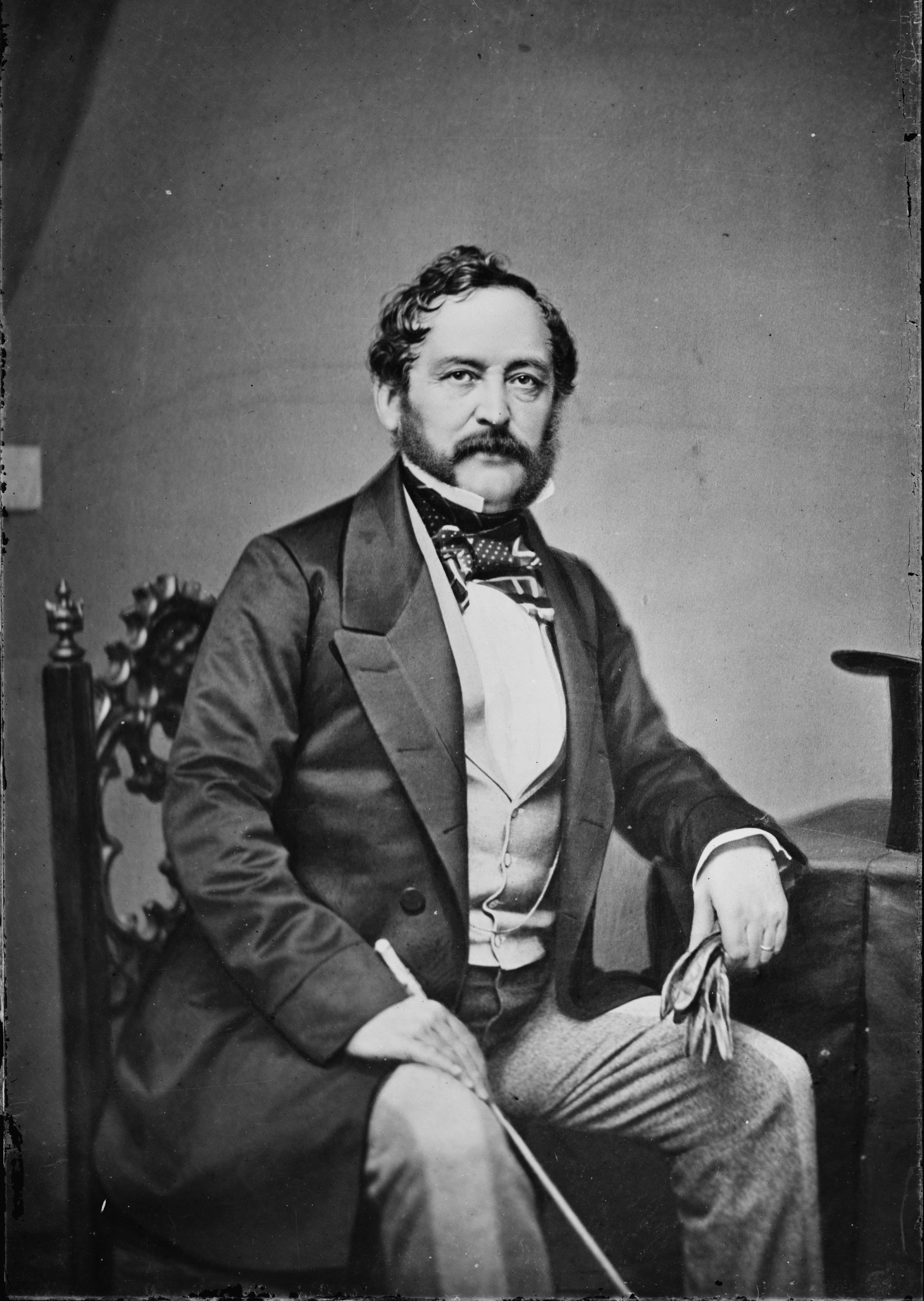
Eduard von Stoeckl († 1892)

- Stoeckl-Stillfried, Kurt Georg (* 1962), deutscher Diplomat
- Stoeckle, Bernhard (1927–2009), katholischer deutscher Moraltheologe
- Stoeckle, Edmund (1899–1986), deutscher Politiker (NSDAP), Oberbürgermeister der Stadt Augsburg
- Stoeckle, Hermann Maria (1888–1972), deutscher Geistlicher und Rektor des Campo Santo Teutonico
- Stoeckli, Eduard (* 1945), Schweizer Filmproduzent und Kinobetreiber
- Stoecklin, Alfred (1907–2000), Schweizer Pädagoge und Historiker
- Stoecklin, Franziska (1894–1931), deutsche Schriftstellerin
- Stoecklin, Niklaus (1896–1982), Schweizer Maler und Grafiker
- Stoecklin, Stéphane (* 1969), französischer Handballspieler

### Stoed
- Stoedtner, Franz (1870–1946), altösterreichisch-deutscher Maler, Lithograf, Radierer und Holzschneider

### Stoef
- Stoefen, Lester (1911–1970), US-amerikanischer Tennisspieler und -trainer
- Stoeffler, Ernest (1911–2003), deutsch-amerikanischer methodistischer Theologe und Kirchenhistoriker

### Stoeh
- Stoehr, Andreas (* 1962), österreichischer Dirigent und Intendant
- Stoehr, Irene (1941–2023), deutsche Publizistin und Sozialwissenschaftlerin
- Stoehr, Isabelle (* 1979), französische Squashspielerin
- Stoehrfaktor, Lena (* 1984), deutsche Rapperin

### Stoel
- Stoel, Max van der (1924–2011), niederländischer Politiker (PvdA), MdEP und DiplomatMax van der Stoel (1924–2011)

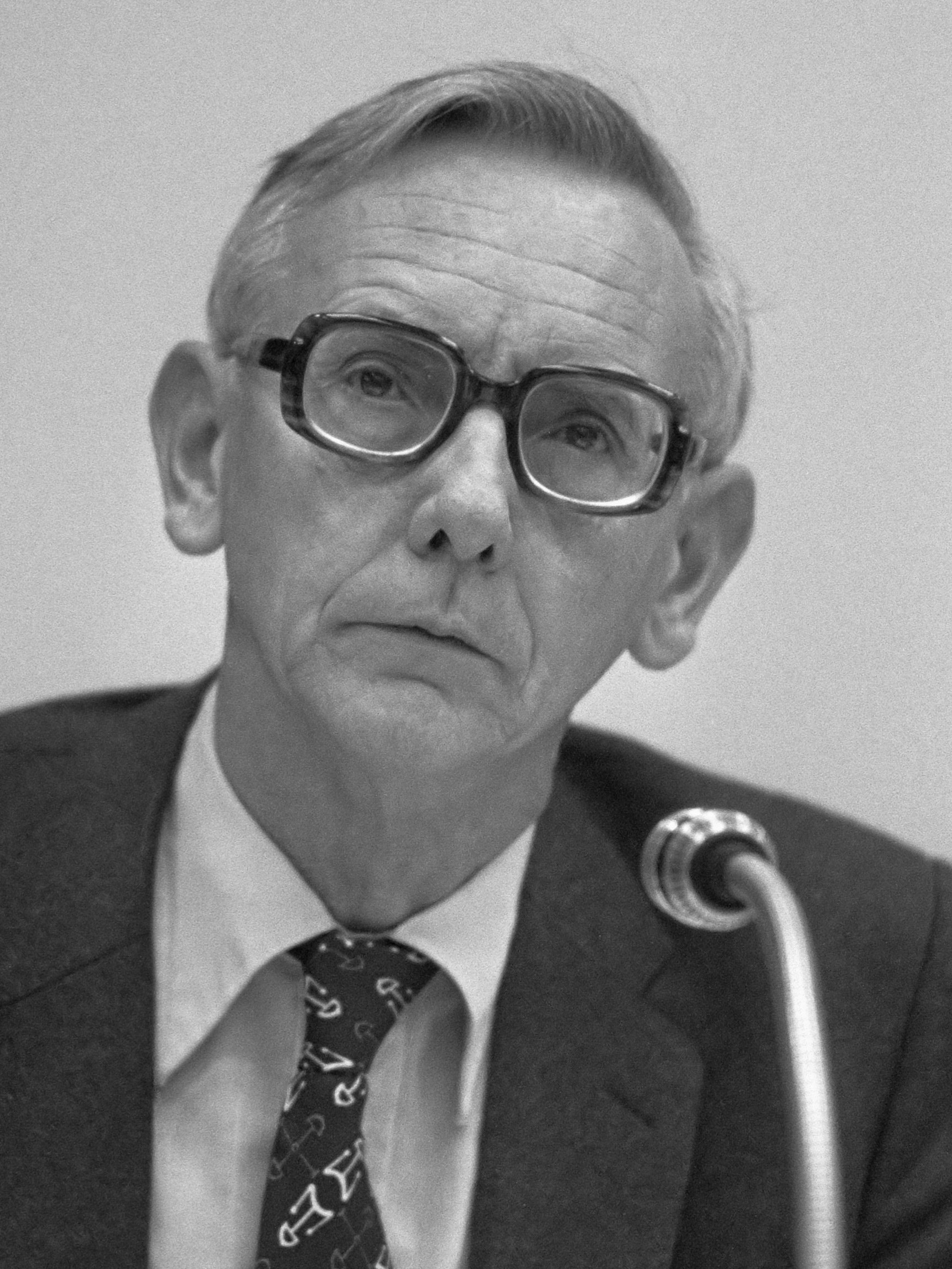
Max van der Stoel (1924–2011)

- Stoelen, Henri (1906–1977), belgischer Wasserballspieler
- Stoelting, Nina (* 1966), deutsche Künstlerin
- Stoeltzner, Wilhelm (1817–1868), deutscher Maler und Gebrauchsgraphiker
- Stoeltzner, Wilhelm (1872–1954), deutscher Pädiater und Hochschullehrer
- Stoelzel, Albert (1872–1928), deutscher Konteradmiral
- Stoelzel, Otto (1869–1945), hessischer Politiker und Regierungspräsident

### Stoen
- Stoenescu, Dan (* 1980), rumänischer Politikwissenschaftler, Diplomat und Politiker (PDS)

### Stoep
- Stoep, Daniël van der (* 1980), niederländischer Politiker (Artikel 50), MdEP
- Stoepel, Julia (* 1979), deutsche Synchronsprecherin, Schauspielerin und Hörspielsprecherin
- Stoephasius, Lilly (* 2007), deutsche Skateboarderin
- Stoephasius, Werner (1896–1978), deutscher Kapitän zur See der Kriegsmarine

### Stoer
- Stoer, Josef (* 1934), deutscher Mathematiker
- Stöer, Lorenz, deutscher Maler und Grafiker
- Stoeri, Laura (* 1996), Schweizer Schachspielerin
- Stoerk, Felix (1851–1908), österreichisch-deutscher Jurist und Völkerrechtsexperte
- Stoerk, Karl (1832–1899), österreichischer Laryngologe
- Stoermer, Curt (1891–1976), deutscher Maler
- Stoermer, Eugene F. (1934–2012), US-amerikanischer Diatomeenforscher
- Stoermer, Joachim (1924–2002), deutscher Pädiater, Kinderkardiologe und Hochschullehrer
- Stoermer, Richard (1870–1940), deutscher Chemiker
- Stoertzenbach, Veronika (* 1958), deutsche Dirigentin

### Stoes
- Stoess, Christian (* 1959), deutscher Numismatiker
- Stoess, Julia (* 1960), deutsche Designerin und Unternehmerin
- Stoessel, Albert (1894–1943), US-amerikanischer Komponist und Violinist
- Stoessel, Walter John (1920–1986), US-amerikanischer Diplomat
- Stoesser, Eduard von (1791–1861), preußischer Generalleutnant, Kommandeur der 9. Division
- Stoesser, Maximilian (1820–1894), Stadtdirektor von Freiburg (1877–1890)
- Stoessl, Franz (1910–1988), österreichischer Klassischer Philologe
- Stoessl, Otto (1875–1936), österreichischer Schriftsteller

### Stoet
- Stoeten, Jeanine (* 1991), niederländische Volleyballspielerin
- Stoetzer, Eugénie (1860–1941), französisch-deutsche Malerin
- Stoetzer, Louis (1842–1906), preußischer General der Infanterie, Gouverneur der Festung Metz

### Stoev
- Stoeva, Anna (* 1986), russisch-bulgarische Filmproduzentin und Drehbuchautorin
- Stoevesand, Ekkehard (* 1946), deutscher Maler und Bildhauer
- Stoevesandt, Hans Joachim (1904–1942), deutscher NSDAP-Funktionär, Mitglied des Provinziallandtages der Provinz Hessen-Nassau
- Stoevesandt, Johann (1848–1933), deutscher Mediziner und Krankenhausdirektor
- Stoevesandt, Karl (1882–1977), deutscher Mediziner und Theologe
- Stoevesandt, Klara (1921–2014), deutsche Kindergärtnerin, Pädagogin und Schulleiterin
- Stoevesandt, Reinhold (1909–1986), deutscher Architekt und Lokalpolitiker
- Stoeving, Curt (1863–1939), deutscher Maler, Zeichner, Architekt, Bildhauer und Kunstgewerbler

### Stoew
- Stoew, Georgi (1973–2008), bulgarischer Gangster und Schriftsteller
- Stoew, Ljuben (1939–2016), bulgarischer Maler und Grafiker
- Stoew, Swetlan (* 1960), bulgarischer Diplomat und Politiker
- Stoew, Waltscho (* 1952), bulgarischer Kugelstoßer
- Stoewa, Gabriela (* 1994), bulgarische Badmintonspielerin
- Stoewa, Krastana (1941–2004), bulgarische Skilangläuferin
- Stoewa, Latschesara (* 1977), bulgarische Diplomatin und Botschafterin
- Stoewa, Stefani (* 1995), bulgarische Badmintonspielerin
- Stoewa, Wassilka (* 1940), bulgarische Diskuswerferin
- Stoewahse, Sabine (* 1961), deutsche Basketballspielerin
- Stoewer, Bernhard (1834–1908), deutscher Mechaniker und Unternehmer (Stettin)